# Alchemilla heteroschista
Alchemilla heteroschista es una especie de planta del género Alchemilla, perteneciente a la familia Rosaceae.

## Taxonomía
Alchemilla heteroschista fue descrita por Serguéi Yuzepchuk en 1941.

## Distribución
Se encuentra en el territorio de Transcaucasia.